# George Dyson (compositore)
Sir George Dyson (Halifax, 28 maggio 1883 – Winchester, 28 settembre 1964) è stato un musicista e compositore inglese; è il padre del fisico Freeman Dyson.
Dopo aver studiato al Royal College of Music (RCM) di Londra, e aver fatto servizio militare nella prima guerra mondiale, era docente al college. Nel 1938 è diventato direttore del RCM, il primo degli alunni a diventarlo. In qualità di direttore, ha istituito riforme finanziarie e organizzative e ha condotto il college nel difficile periodo della seconda guerra mondiale.
Come compositore Dyson aveva uno stile tradizionale, che rifletteva l'influenza dei suoi mentori al RCM, Hubert Parry e Charles Villiers Stanford. Le sue opere erano conosciute durante la sua vita ma sono state ignorate per un periodo prima di essere riesumate alla fine del ventesimo secolo.

## Libri di Dyson
- "Notes on Grenade Warfare" (1915)
- "The New Music" (1924)
- "The Progress of Music" (1932)
- "Fiddling While Rome Burns" (1954)